# Retina displej

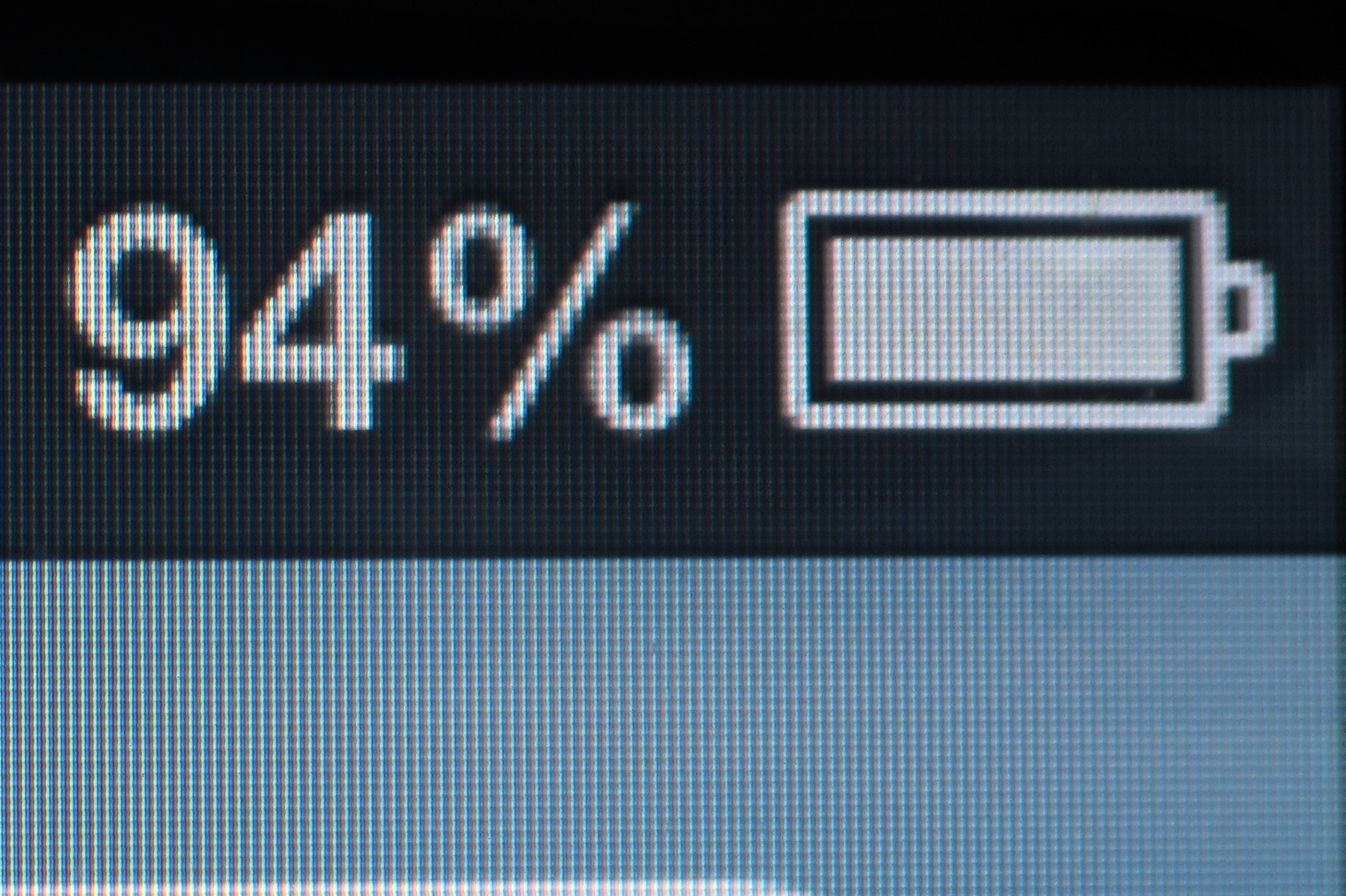
Část Retina displeje na iPhone 4. Jednotlivé pixely nejsou z běžné vzdálenosti viditelné, takže je obraz ostřejší.

Retina displej je obchodní název pro displeje na bázi IPS panelu nebo technologie OLED s větší hustotou pixelů vyvíjené firmou Apple. Apple podal žádost o registraci výrazu „Retina“ jako ochranné známky týkající se počítačů a mobilních zařízení u úřadu pro patenty a ochranné známky Spojených států, kanadského úřadu pro duševní vlastnictví a na Jamajce. 27. listopadu 2012 úřad pro patenty a ochranné známky Spojených států schválil žádost firmy Apple a výraz Retina se stal registrovanou ochrannou známkou pro počítače a jejich vybavení.
Tyto vylepšené displeje se v průběhu let postupně rozšířila na všechna Apple zařízení jako jsou iPhone, iPod Touch, iPad, Apple Watch, MacBook, MacBook Pro, a iMac. Apple pro své displeje používá u každého zařízení trochu jiný název, například Retina HD u iPhone 6 a novějších, nebo Retina 4K/5K u iMac.

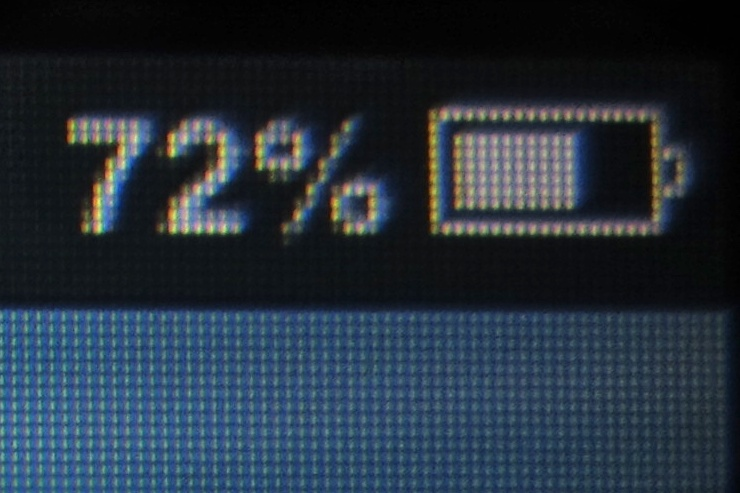
Část běžného displeje na iPhone 3G. Jednotlivé pixely jsou viditelné z běžné vzdálenosti.

Parametry Retina displeje nejsou jednoznačně dány, ale liší se v závislosti na velikosti, typu zařízení a pozorovací vzdálenosti. U displejů s menší pozorovací vzdáleností je použita větší bodová hustota (body na palec, angl. pixels per inch – PPI), u displejů s větší pozorovací vzdáleností je PPI menší. U novějších zařízení zaznamenal displej zlepšení ve velikosti (iPhone 6 Plus), jasnosti (iPhone 6 Plus, iMac s displejem Retina 4K/5K), ale i v jemnosti – větší PPI (iPhone X). Nové displeje s vyšším PPI nesou názvy „Retina HD Display“, „Retina 4K/5K Display“ a „Super Retina HD Display“.

## Smysl existence
Při představení iPhone 4 Steve Jobs řekl, že optimální bodová hustota pro pozorovací vzdálenost 25-30 cm je 300 PPI. Použitelnou jednotkou pro tento parametr je pixel na úhel (PPD), která bere v úvahu jak rozlišení obrazovky, tak pozorovací vzdálenost. Na základě Jobsova navrhovaného čísla 300 začíná Retina displej na hodnotě 57 PPD. 57 PPD znamená, že pravoúhlý trojúhelník s výškou rovnou pozorovací vzdálenosti a horním úhlem 1 stupně bude mít základnu na obrazovce zařízení, zabírající 57 bodů. Touto univerzální jednotkou lze vyjádřit kvalitu jakéhokoliv displeje bez ohledu na jeho velikost. PPD není parametr displeje jako je tomu např. u rozlišení nebo bodové hustoty, ale závisí na pozorovací vzdálenosti. Oddálením zraku od displeje tedy tuto hodnotu měníme. Matematicky to lze vyjádřit jako: 2dr*tan(0,5°), kde d je pozorovací vzdálenost a r je rozlišení obrazovky v pixelech ku jednotce délky.
V praxi přechod na Retinu znamená zdvojení pixelů v každém směru, tedy čtyřnásobné rozlišení. Tato změna přináší ostřejší obraz při stejných fyzických rozměrech. Výjimkou je iPhone 6 Plus, jehož rozlišení narostlo třikrát na každé straně.